# Johann Christoph Pez
Johann Christoph Pez (auch: Petz, Betz, Beez; * 9. September 1664 in München; † 25. September 1716 in Stuttgart) war ein deutscher Komponist und Kapellmeister.

## Leben
Als Sohn eines Türmers besuchte Pez das Jesuitengymnasium München und schloss dieses 1681 ab.
1687 wurde er Chorregent an der Kirche St. Peter in München, 1688 Hofmusiker bei Kurfürst Max Emanuel. Dieser ermöglichte ihm einen längeren Studienaufenthalt in Rom. Als Max Emanuel Generalstatthalter der Spanischen Niederlande, und es durch Verwendung bayerischer Gelder für die Hofhaltung in den Niederlanden zu einer Verschlechterung der Haushaltslage im Kurstaat kam, wurden die Mittel für die Münchener Hofkapelle erheblich gekürzt, deshalb wechselte Pez 1694 in die Dienste des Kölner Kurfürsten Joseph Clemens von Bayern nach Bonn und Lüttich, mit dem Auftrag, die kurfürstliche Kapelle zu reformieren. 1695 verlieh ihm der Kurfürst die Stelle des Kapellmeisters und den Titel eines kurfürstlichen Rates. 1701, nach Beendigung des spanischen Erbfolgekrieges, kehrte Pez nach München zurück und war dort bis 1706 als Musiker an der Hofkapelle angestellt. 1706 trat er in Stuttgart die Stelle eines Oberkapellmeisters beim Herzog Eberhard Ludwig von Württemberg an, die er bis zu seinem Tode innehatte.

## Werk
Wie viele seiner Zeitgenossen pflegte Pez in seinen Kompositionen eine Mischung aus französischem und italienischem Stil; zuweilen wird er auch zu den Lullysten gerechnet, das heißt den Nachahmern des großen französischen Komponisten Jean-Baptiste Lully (ähnlich wie Georg Muffat, Johann Caspar Ferdinand Fischer u. a.).
Im 1730 veröffentlichten Gedicht Über etliche Teutsche Componisten zählte Georg Philipp Telemann Pez zusammen mit bekannteren Namen wie Händel zu den großen Komponisten und lobte besonders seine Sonaten.

### Gedruckte Werke
- Op. 1: Duplex Genius sive Gallo-Italus Instrumentorum Concentus 12 constans Symphoniis 2 Violinis cum Archiviola & Basso continuo (Augsburg, 1696 und ein Nachdruck von Estienne Roger, Amsterdam, 1701)